# Макареня, Александр Александрович
Алекса́ндр Алекса́ндрович Макаре́ня (29 апреля 1930 — 21 августа 2015) — советский и российский учёный-химик, педагог, исследователь и пропагандист научного наследия Д. И. Менделеева. Известен своими фундаментальными трудами в области философии, истории и методологии химии, социальной педагогики. Доктор химических наук, доктор педагогических наук, заслуженный деятель науки РФ.

## Биография
1941—1948 годах обучался в 30 средней школе Василеостровского района, бывшей «школе Карла Мая» и в 38 средней мужской школе того же района.
1948—1953 обучался на химическом факультете Ленинградского государственного университета.
1953—1957 аспирант при кафедре общей и неорганической химии, потом младший научный сотрудник.
1963 — защитил кандидатскую диссертацию на тему «Развитие представлений о периодичности физико-химических свойств элементов в XIX и начале XX века» в Институте истории естествознания и техники АН СССР.
1973 — защитил там же первую докторскую диссертацию (по специальности «история науки и техники») на тему «Анализ научного творчества Д. И. Менделеева в области общей, неорганической и физической химии: (История формирования систем понятий современной химии)».
1959—1972 директор Музея-архива Д. И. Менделеева при ЛГУ. Одновременно он преподавал в Ленинградском институте киноинженеров, был проректором этого вуза.
1979—1989 — работал в должности профессора на кафедре методики преподавания химии в Ленинградском педагогическом институте имени А. И. Герцена. Читал лекции в Технологическом институте.
1988 — перевелся в Тобольский государственный педагогический институт имени Д. И. Менделеева, где  создал в 1989 первую в Сибири кафедру «Теория и методика преподавания химии».
1998 — вторая докторская диссертация (по специальности «общая педагогика, история педагогики и образования») на тему «Методологические основы создания культуротворческой среды подготовки учителя» в РАО.
2011—2014 — ФГНУ «Институт педагогического образования и образования взрослых РАО», главный научный сотрудник в лаборатории инноватики и руководитель Центра образования взрослых в регионах России.
Скончался А. А. Макареня 21 августа 2015 года и похоронен в Петербурге на Южном кладбище.

## Профессиональная деятельность
Автор более 1000 публикаций, из них 85 научных монографий, изданных в центральных издательствах («Наука», «Просвещение», «Высшая школа», «Атомиздат», «Химиздат»), ряд монографий и статей переведены и изданы на иностранных языках в Японии, Германии, Италии, Чехословакии, Польше, а также на языках бывшего СССР — татарском, украинском.
Опубликовано около 100 научно-популярных статей в центральных журналах («Наука и жизнь», «Химия и жизнь», «Вестник высшей школы», «Народное образование», «Советская педагогика», «Химия в школе», «Журнал ВХО имени Д. И. Менделеева», «Вопросы истории естествознания и техники», «Техника молодежи», «Журнал судостроения», «Chemi in der Shcule» и др.).
Являлся членом редколлегии журналов «Химия в школе», «Человек и образование», «Академия профессионального образования» (Санкт-Петербург), «Региональное образование XXI века: проблемы и перспективы» (Тюмень), научным редактором журнала «Проблемы и перспективы регионального образования в XXI веке» при Тюменском ОГИРРО.

### Научные исследования
Методология и история химии, методика изучения периодического закона Д. И. Менделеева, актуальные проблемы методики химии, культурологические, антропоэкологические и другие аспекты химического образования, подготовка научно-педагогических кадров высшей квалификации.

### Педагогическая работа
А. А. Макареней создана большая научная школа (около 300 человек): под его руководством защищено 6 докторских и 87 кандидатских диссертаций соискателей из различных регионов страны (Москва, Санкт-Петербург, Архангельск, Тюменская, Омская, Томская, Новосибирская, Псковская области, Алтайский край, Кузбасс, Тува, Карелия, Татарстан), а также иностранных государств (Вьетнам, Куба, Украина, Белоруссия, Казахстан) по различным научным специальностям.

## Научные и почётные звания
- Доктор химических наук (1976)
- Доктор педагогических наук (1998)
- Заслуженный деятель науки РФ[13]
- Отличник народного просвещения РСФСР (1970)
- Академик Академии педагогических и социальных наук (1995)
- Академик Международной академии информатизации (1993)
- Почетный профессор Тюменского областного государственного института развития регионального образования
- Почетный профессор Российского государственного педагогического университета им. А. И. Герцена
- Почетный профессор Ишимского педагогического института им. П. П. Ершова
- Почетный профессор Омского государственного педагогического университета
- Почетный профессор Института повышения квалификации специалистов профессионального образования

## Основные труды

### Книги
- А.А.Макареня. Д.И. Менделеев. О радиоактивности и сложности элементов. — М.: Атомиздат, 1963.
- А.А.Макареня. Д. И. Менделеев о радиоактивности и сложности элементов. — М.: Госатомиздат, 1963.[14]
- А.А.Макареня, П. М. Завлин. Химия для поступающих в вузы. — М.: Высш. школа, 1968.
- А.А.Макареня, И.Н.Филимонова. Д.И.Менделеев и Петербургский университет. — Л.: Издательство Ленинградского университета, 1969.
- А.А.Макареня, Д. Н. Трифонов. Периодический закон Д. И. Менделеева. — М.: Просвещение, 1969.
- А.А.Макареня. Д.И.Менделеев и физико-химические науки. Опыт научной биографии Д.И.Менделеева. — М.: Атомиздат, 1972.[15]
- А.А.Макареня и др. Менделеев в воспоминаниях современников. — М.: Атомиздат, 1973.

- К.А.Капустинская, А.А.Макареня. Металл из "камня надежды". — М.: Атомиздат, 1975.[16]

- А.А.Макареня, Ю.В.Рысев. Д.И. Менделеев. Книга для учащихся. — М.: Просвещение, 1977. — ISBN 5-09-000378-5.[17]

- А.А.Макареня, А.И. Нутрихин. Менделеев в Петербурге. — Л.: Лениздат, 1982.

- А.А.Макареня, В.Л.Обухов. Методология химии. Пособие для учителя. — М.: Просвещение, 1984.[18]

- А.А.Макареня. Повторим химию: Для поступающих в вузы. — М.: Высш. школа, 1984. — ISBN 5-06-000076-1.[19]

- И.Н.Семенов, А.С.Максимов, А.А.Макареня. Химия и научно-технический прогресс. Книга для учащихся 9-10 кл. : учебное пособие  - Москва. — М.: Просвещение, 1988. — ISBN 5-09-000645-8.

- А.А.Макареня. Педагогическая культурология. — Тобольск: ТГПИ им. Д.И.Менделеева, 1998.
- А.А.Макареня, Н.Н.Суртаева. Интегральные процессы в образовании взрослых как фактор развития интеллектуального и социокультурного потенциала регионов. — СПб.: – Тюмень: Изд-во ТОГИРРО, 2001.
- С.В.Кривых,  А.А.Макареня. Педагогическая антропоэкология. Педагогика жизнедеятельности.. — СПб.: ГНУ «ИОВ РАО», 2002. — ISBN 5-25800039-7.

- А.А.Макареня, Н.Н.Суртаева. Д. И. Менделеев и культура России: [учеб. пособие]. — Тюмень; СПб.: Тюм. обл. гос. ин-т развития регион. образования, Ин-т образования взрослых РАО  :ТОГИРРО,, 2005. — ISBN 5-89967-330-3.

- С.В.Кривых, А.А.Макареня. Антропоэкологический подход в образовании. Монография.. — СПб.: НОУ «Экспресс», 2007.
- А.А.Макареня. Педагогические взгляды деятелей науки и культуры России. — СПб.: НОУ «Экспресс», 2008.

- А.А. Макареня, С.В.Кривых. Программное обеспечение подготовки педагога профильной школы. — СПб.: НОУ «Экспресс», 2009.

### Статьи
- Макареня А. А., Ройтблат О. В., Суртаева Н. Н. Неформальное образование как условие социального взаимодействия в процессе повышения квалификации. Человек и образование. 2011. № 4. С. 59 — 63.
- Макареня А. А., Егорова Г. И. Д. И. Менделеев и всемирные выставки минувших лет. Химия в школе. 2010. № 3. С. 66 — 70.
- Макареня А. А., Суртаева Н. Н. Менделеев и Достоевский: встречи, дискуссии, переписка. Химия в школе. 2008. № 6. С. 77 — 79.
- Макареня A.А., Иванов И. В. Социокультурный подход к управлению образованием взрослых. Философия образования. 2006. № 3. С. 214—220.
- Макареня А. А. Историко-культурные зоны европейской России с позиций регионалистики в образовании взрослых. Человек и образование. 2006. № 8 — 9. С. 24 — 27.
- Макареня А. А., Ростовцева В. М. Образование взрослых — перспективы развития. Человек и образование. 2005. № 2. С. 6 — 11.
- Макареня А. А. К истории формирования Д. И. Менделеевым 3-й группы периодической системы./ В кн.: Химия редких элементов. Л., 1964
- Добротин Р. Б., Макареня А. А. Минаева Н. А. Педагогические взгляды Д. И. Менделеева. Сов. педагогика, 1979, № 4
- Алексашина И. Ю., Макареня А. А. Современные проблемы непрерывного химического образования. В сб.: Совершенствование форм, методов и условий обучения по химии в высшей школе. — Алма-Ата: Наука, 1982, с. 6-8.
- Дроздов A.M., Макареня A.A. Взаимодействие концептуальных систем в курсе неорганической химии. В сб.: Совершенствование форм, методов и условий обучения по химии в высшей школе. — Алма-Ата; Наука 1982, с. 29-31.
- Дроздов A.M., Макареня A.A., Обухов В. Л. Развитие познавательной деятельности учащихся при изучении основ химической статики и динамики. В.сб.: Совершенствование содержания и методов обучения химии в средней школе. — Л.: ЛГПИ, 1985.
- Замяткина В. М., Макареня A.M. Методические указания к изучению истории химии в педагогическом вузе. Л.: ЛГПИ им. А. И. Герцена, 1981. — 40 с.
- Макареня A.A. Об изложении некоторых вопросов физики в курсе химии средней школы. Химия в школе, 1966, № 6, с. 72.
- Макареня A.A. Химия и ее законы. Л.: Знание, 1971, — 31
- Макареня A.A. Некоторые методические вопросы преподавания общей химии. В кн.: Д. И. Менделеев. Избранные лекции по химии. — М.: Высшая школа, 1968, с. 220.
- Макареня A.A. Рысев Ю.В. Д. И. Менделеев. М.: Просвещение,1983, 128 с.
- Макареня A.A., Обухов В. Л. Система химии и методика преподавания химии. Л.: ЛГПИ им. А. И. Герцена, 1988. — 86 с.
- Макареня A.A., Дроздов A.M. Я. Г. Вант-Гофф и русские химики. — Химия в школе, 1984, № 3, с. 19 — 20.
- Макареня A.A., Проскуряков В. А. Непрерывное химическое образование. ЖBXО, XXVI № 2, с.135 — 140.
- Проскуряков В. А., Макареня A.A. Обсуждаем проект программы по химии. Химия в школе, 1979, № 5, с. 51 — 52.